# Nancy Johnson
Nancy Elizabeth Johnson, nata Lee (Chicago, 6 gennaio 1935), è una politica statunitense, membro della Camera dei Rappresentanti per lo stato del Connecticut dal 1983 al 2007.

## Biografia
Nata a Chicago, la Johnson studiò all'Università di Londra e successivamente si trasferì nel Connecticut, dove si sposò e cominciò ad operare nella politica locale.
Nel 1982 il deputato democratico Toby Moffett lasciò la Camera dei Rappresentanti per concorrere al Senato. La Johnson allora si candidò per il suo seggio come esponente del Partito Repubblicano e venne eletta.
Negli anni successivi venne quasi sempre rieletta facilmente ma nel 2006 dovette affrontare il democratico Chris Murphy, che ben presto si rivelò essere un avversario temibile. Effettivamente la Johnson venne sconfitta da Murphy con un discreto margine di scarto e dovette abbandonare il Congresso dopo ventiquattro anni.
La Johnson era considerata una deputata molto moderata, soprattutto in materia di aborto e in più occasioni si schierò con i democratici.